# Jean-Baptiste Grange
Jean-Baptiste Grange, född 10 oktober 1984 i Saint-Jean-de-Maurienne, är en fransk före detta alpin skidåkare. Han debuterade i världscupen i januari 2004 och tog sin första världscupseger 17 december 2007 i slalom.
Han tog VM-guld under VM 2011 i slalom. Han vann även en bronsmedalj i slalom i Åre 2007.
Grange vann slalomcupen världscupsäsongen 2008/2009.

## Världscupsegrar
| Datum            | Plats      | Gren             |
| ---------------- | ---------- | ---------------- |
| 17 december 2007 | Alta Badia | Slalom           |
| 11 januari 2008  | Wengen     | Superkombination |
| 12 januari 2008  | Wengen     | Slalom           |
| 20 januari 2008  | Kitzbühel  | Slalom           |
| 16 november 2008 | Levi       | Slalom           |
| 6 januari 2009   | Zagreb     | Slalom           |
| 14 november 2010 | Levi       | Slalom           |
| 23 januari 2011  | Kitzbühel  | Slalom           |
| 25 januari 2011  | Schladming | Slalom           |